# Gertrude Poppert
Gertrude Poppert z domu Schönborn, znana szerzej pod przydomkiem Luka (ur. 29 czerwca 1914 w Dortmundzie, zm. 1943) – niemiecka Żydówka, więźniarka obozu zagłady w Sobiborze, zapamiętana przede wszystkim ze względu na rolę, którą odegrała podczas przygotowań do buntu więźniów, zaginęła bez śladu po ucieczce z obozu.

## Życiorys
Była niemiecką Żydówką, pochodziła z Dortmundu. Poślubiła Waltera Michaela Popperta. Po przejęciu władzy przez nazistów wraz z mężem wyemigrowała do Holandii. Zamieszkali w Amsterdamie, gdzie Walter znalazł zatrudnienie w branży odzieżowej. Po niemieckiej inwazji na Holandię również w tym kraju rozpoczęły się prześladowania Żydów. Pod koniec listopada 1942 roku Poppertowie zostali osadzeni w obozie przejściowym Westerbork. Stamtąd w transporcie z 18 maja 1943 roku zostali wywiezieni do obozu zgłady w Sobiborze.
Po przybyciu do obozu uniknęła natychmiastowej śmierci w komorze gazowej, gdyż w czasie „selekcji” została wybrana do pracy w obozowych komandach roboczych. Ocalał również jej mąż, który po pewnym czasie został nawet mianowany kapo w „komandzie leśnym”. Gertrude pracowała m.in. w zagrodzie dla królików. Znajdowała się ona blisko specjalnego korytarza, który Niemcy nazywali ironicznie „drogą wniebowstąpienia” (Himmelfahrtstraße). Przez szpary w drewnianym płocie wielokrotnie mogła obserwować, jak nagie ofiary pędzono korytarzem do komór gazowych w tzw. obozie III.
Po pewnym czasie wokół Leona Feldhendlera skupiła się grupa więźniów, którzy przygotowywali bunt i zbiorową ucieczkę. Przygotowania do zbrojnego powstania nabrały jednak realnych kształtów dopiero we wrześniu 1943 roku, gdy w obozie osadzono grupę żołnierzy Armii Czerwonej narodowości żydowskiej, których przywódcą był por. Aleksandr „Sasza” Pieczerski. Spotkania obozowego ruchu oporu odbywały się w baraku kobiecym. Jeden z konspiratorów, Szlomo Leitman, zapoznał Pieczerskiego z Gertrude. Mimo bariery językowej szybko się zaprzyjaźnili. Dzięki tej znajomości porucznik mógł nie wzbudzając podejrzeń konfidentów regularnie odwiedzać kobiecy barak i omawiać z Feldhendlerem przygotowania do powstania. Po latach wspominał, że Gertrude, którą podobnie jak inni więźniowie nazywał „Luką”, budziła podziw swą inteligencją i stanowiła dla niego inspirację.
Powstanie wybuchło 14 października 1943 roku. Porucznik nie wtajemniczył Gertrude w plany konspiratorów, o zbliżającym się buncie dowiedziała się od niego na około pół godziny przed wybuchem otwartej walki. Podarowała mu wtedy koszulę na szczęście. Miał ją na sobie w czasie powstania i przechował po ucieczce z obozu, aby po wojnie przekazać ją do muzeum w swym rodzinnym Rostowie nad Donem.
Po ucieczce z obozu Pieczerski bezskutecznie usiłował odnaleźć „Lukę”. Od innych uciekinierów dowiedział się jedynie, że zdołała zbiec do lasu, po czym wraz z grupą polskich Żydów udała się w kierunku Chełma. Jej dalsze losy pozostają nieznane, wedle wszelkiego prawdopodobieństwa zginęła w czasie ucieczki.

## Film
Gertrude Poppert „Luka” jest jedną z głównych bohaterek brytyjskiego filmu telewizyjnego Ucieczka z Sobiboru z 1987 roku. W jej postać wcieliła się Joanna Pacuła.
Została także ukazana w rosyjskim filmie Sobibór (ros. Собибор) z 2018 roku. Jej rolę zagrała Felice Jankell.